# Ли Док Хи (теннисист)
Ли Док Хи  (кор. 이덕희, Ханча́:李德熙, англ. Lee Duck-hee; род. 29 мая 1998, Чечхон) — южнокорейский профессиональный теннисист.  Первый полностью глухой игрок в профессиональном туре. Участник летних юношеских Олимпийских игр 2014 года.

## Биография
Ли родился глухим. Его родители — журналист  и домохозяйка. Семья жила рядом  с железнодорожной станцией, потому болезнь сына была обнаружена, когда тот совершенно не реагировал на шум от проходящих мимо поездов.
Теннисом стал заниматься благодаря своему дяде, брату отца, игравшему на любительском уровне и бравшему племянника с собой  на тренировки и  игры.
В 12 лет Ли Док Хи победил в США на престижном юниорском турнире.   Ли получил приглашение организатора чемпионата  Эдди Херра остаться в Америке и  совершенствовать мастерство в его академии. Первый трофей на взрослом уровне кореец взял в 2014 году в Гонконге в 16 лет и 1 месяц, став шестым самым молодым игроком в истории после Гаске, Анчича, Рублёва, Надаля и Джоковича, выигрывавшим соревнования серии ITF Futures.
До 18 лет он  выиграл 8 титулов и вошёл в  число 250 сильнейших теннисистов мира в  рейтинге ATP.  В июле 2016 года Ли впервые вошел в топ-200 лучших игроков планеты (191-е место), став второй ракеткой родной страны, уступив лишь своему другу Чон Хёну.  Ли закончил 2016 год  в Top 150, заняв третье место   среди игроков не старше 18-ти (вслед за американцами Фрэнсисом Тиафо и  Стефаном Козловым) и 11-е среди  игроков   до 21 года.
На теннисном корте он может слышать ему помогают ориентироваться вибрации  и жесты рук судей и соперников.  Кроме того, он научился понимать по губам.

## Спортивная карьера

#### 2016
В 2016 году добрался до финала челленджера в Тайване. Это был первый финал в этом году, но уступил более именитому корейскому теннисисту Чон Хёну со счетом 0-2 (4-6 2-6).

#### 2017
В мае 2017 года Ли Док Хи дошел до полуфинала челленджера в Сеуле, где уступил в упорнейшей борьбе своему соотечественнику Квон Сун У со счётом 1-2 (7-6 6-7 4-6).